# Rundfunkjahr 2010

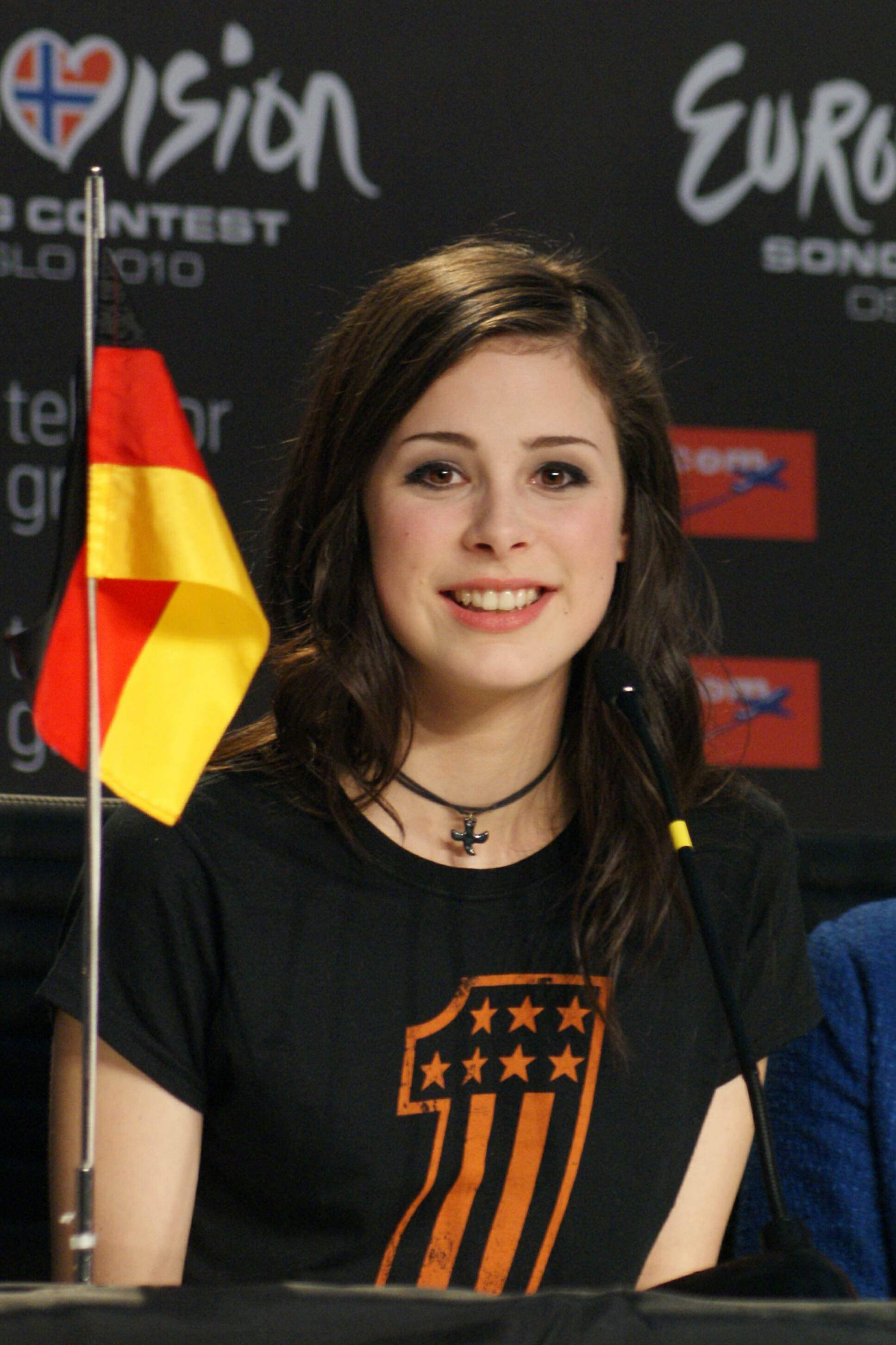
2010: Lena gewinnt den Eurovision Song Contest

Liste der Rundfunkjahre

◄◄ | ◄ | 2006 | 2007 | 2008 | 2009 | Rundfunkjahr 2010 | 2011 | 2012 | 2013 | 2014 | ► | ►►

Weitere Ereignisse

## Allgemein
- 1. Januar – Aydın Doğan, Chef der türkischen Dogan-Mediengruppe, tritt zurück. Seine Tochter Arzuhan Yalcindag übernimmt den Vorsitz.[1]
- 1. Januar – Der dänische Karikaturist Kurt Westergaard, Zeichner der umstrittenen Mohammed-Karikaturen,  entgeht einem Mordanschlag.
- 1. Januar – Die Verhandlungsparteien Time Warner Cable und News Corporation einigen sich auf einen neuen Vertrag für den von der Abschaltung bedrohten US-amerikanischen Fernsehsender FOX.[2]
- 18. Januar – Bei der Verleihung der 67. Golden Globe Awards in Los Angeles wird die Serie Mad Men ausgezeichnet. Zur besten Serienkomödie wird Glee gekürt. Als bester männlicher Serien-Hauptdarsteller wird Michael C. Hall für seine Verkörperung der Rolle des Serienmörders Dexter Morgan in Dexter ausgezeichnet. Der Preis für die beste weibliche Serienhauptdarstellerin geht an Julianna Margulies für ihre Leistung in Good Wife.
- 28. Januar – Mathias Irle (Rubrik Print; Brand eins), Rebecca Gudisch (TV-Reportage; WDR), Carsten Behrendt (TV-Aktuell; ZDF), Anna Kuhn-Osius (Hörfunk; Eldoradio und Deutsche Welle) und Hasnain Kazim (Online; Spiegel Online) werden in München mit dem CNN Journalist Award ausgezeichnet.
- 20. Februar – Das Hamburger Nachrichtenmagazin Der Spiegel bietet seine aktuelle Ausgabe erstmals über den App Store an, wo auch ein Abo erworben werden kann.
- 24. Februar – Der 1933 errichtete Sender Bisamberg nördlich von Wien wird gesprengt. Der regelmäßige Sendebetrieb wurde bereits 1995 eingestellt.
- 20. März – Auf Antrag der Staatsanwaltschaft Mannheim wird der ehemalige Moderator, Unternehmer (Der Wetterkanal) und Meteorologe Jörg Kachelmann in Untersuchungshaft genommen. Er stand unter dringenden Verdacht der Vergewaltigung und schweren Körperverletzung, von dem er im Mai 2011 freigesprochen wurde.
- 22. März – Um die Zensurfilter der chinesischen Regierung zu umgehen, leitet Google die Anfragen seines chinesischen Suchportals google.cn auf Server in Hongkong um.[3]
- 18. Mai – Der Publizist und Fernsehmoderator Roger de Weck wird zum Nachfolger von Armin Walpen als Generaldirektor der schweizerischen öffentlich-rechtlichen Fernseh- und Radiogesellschaft SRG SSR idée suisse gewählt. De Weck wird sein Amt Anfang 2011 antreten.
- 9. Juni – Die Ministerpräsidenten der deutschen Länder beschließen, das vom Heidelberger Professor Paul Kirchhof erarbeitete Gebührenmodell ab 2013 einzuführen, wonach die Rundfunkgebühr als Haushaltsabgabe pauschal eingezogen wird unabhängig von den tatsächlich vorhandenen Empfangsgeräten.[4][5]
- 17. Juni – Der österreichische Nationalrat beschließt ein neues umfassendes ORF-Gesetz. Eckpunkte sind die Refundierung von 160 Millionen Euro aus Steuermitteln, die dem ORF durch Gebührenbefreiungen entgangen sind, die Schaffung einer Aufsichtsbehörde, die Höhe und Verwendung der ORF-Gebühren künftig prüfen soll. Der bisherige Wetter- und Tourismuskanal TW1 soll in einen Kulturkanal umgebaut werden. Der ORF soll stärker als bisher in die Finanzierung österreichischer Spielfilm- und Serienproduktionen eingebunden werden.[6]
- September – RTL Television nimmt seinen neuen Standort in Köln-Deutz in den adaptierten, unter Denkmalschutz stehenden Rheinhallen in Betrieb. Damit sind erstmals alle deutschsprachigen Sender des Medienkonzerns RTL II, Super RTL, VOX und n-tv unter einem Dach vereint.[7]
- 4. Oktober – Dan Ligtvoet von MTV Europe kündigt den Rückzug des Musiksenders aus dem Free-TV an. Ab Januar 2011 soll MTV daher nur noch verschlüsselt als Pay-TV ausgestrahlt werden.[8]
- 7. November – Der deutsche Autovermieter Sixt nützt das öffentliche Interesse für den Castor-Atommülltransport für ein geschicktes Guerilla-Marketing aus. Dabei wird ein Transparent mit der Aufschrift „Stoppt teure Transporte! Mietet Vans & Trucks von Sixt!“ getragen. Es handelt sich laut Medieninformationen um die erste derartige Werbeaktion in Deutschland.[9][10]

## Hörfunk
- 1. Januar – Der Hörfunksender SWR1 sendet versehentlich Kurt Becks Neujahrsansprache von 2009.[11]
- 2. Januar – Der Hörfunksender SWR1 trennt sich von seinem langjährigen Moderator Frank Laufenberg, der in den Ruhestand geht.[12]
- 4. Januar – Auf Ö1 tritt ein neues Wochensendeschema in Kraft. Wichtigste Neuerung ist die Da Capo-Schiene mit Wiederholungen von der jeweiligen Vorwoche um 16 Uhr.[13]
- 18. Januar – DRadio Wissen geht als drittes Vollprogramm des Deutschlandradios auf Sendung.
- 27. Januar – Start der deutschlandweiten Reihe Das ARD-Radio-Feature, mit der das dokumentarische Genre (Radio-Feature) gestärkt werden soll.[14]
- 28. Januar – Die Medienstiftung der Sparkasse Leipzig verleiht den mit 10.000 Euro dotierten Axel-Eggebrecht-Preis 2010 den Featureautoren Richard Goll und Alfred Treiber in Anerkennung ihres Lebenswerkes.[15]
- April – Auf Ö1 startet ein mehrwöchiger Afrika-Schwerpunkt.[16]
- 3. Mai – Der Nestor des US-amerikanischen Radios, Norman Corwin, feiert in Los Angeles seinen 100. Geburtstag.[17]
- 7. Juni – In Bonn findet die 59. Verleihung des Hörspielpreises der Kriegsblinden statt.[18]
- 27. Juli – LoungeFM startet im Raum Wien als analog empfangbare sogenannte „Eventfrequenz“ des MuseumsQuartiers.[19]
- 2. August – Bettina Roither tritt ihr Amt als Nachfolgerin des im Juni pensionierten bisherigen Ö1-Chefs Alfred Treiber an.[20]
- 17. September – Der in 11 Kategorien ausgeschriebene Deutsche Radiopreis wird erstmals in Hamburg verliehen. Die Auszeichnung wird gemeinsam von öffentlich-rechtlichen und privaten Sendern getragen.[21]
- 25. September – Der österreichische Autor und Künstler Eberhard Petschinka wird für sein Hörspiel Little Enemyz mit dem Prix Italia 2010 ausgezeichnet.[22]
- 12. Oktober – Das RundfunkWiki, ein Onlinelexikon zur Geschichte des deutschsprachigen Hörfunks, wird nach knapp fünf Jahren eingestellt. Der Herausgeber Kai Münz nennt als Gründe „mehrere kostenpflichtige Abmahnungen, Anfeindungen per Mail und nicht zuletzt Zeitmangel“.[23]
- 29. Oktober – Anlässlich des türkischen Nationalfeiertages (Ausrufung der Republik durch Mustafa Kemal Atatürk im Jahr 1923) sendet der Wiener Privatsender Radio 88.6 sein Programm über vier Stunden teilweise in türkischer Sprache.[24]
- 4. November – Der Verband der österreichischen Volkshochschulen vergibt den Radiopreis der Erwachsenenbildung 2010. Unter den Ausgezeichneten finden sich Albert Hosp für die Reihe Musikviertelstunde auf Ö1, die Sendung Im Sumpf von Thomas Edlinger und Fritz Ostermayer auf FM4, in der Kategorie Sendungen von Kindern und Jugendlichen geht die Auszeichnung an die Reihe Jüdische Städte – Jüdische Geschichte auf Orange 94.0.[25]
- 19. Dezember – Auf Ö1 wird die letzte Ausgabe der wöchentlichen Satiresendung Welt Ahoi! ausgestrahlt.

## Fernsehen
- 6. Januar – RTL strahlt die 7. Staffel von Deutschland sucht den Superstar aus.
- 11. Januar – ORF 1 nimmt CHILI – Society mit Dominic Heinzl in sein Vorabendprogramm auf.
- 14. Januar – Für Aufsehen sorgt ein Auftritt des Moderators und Schauspielers Alfons Haider in der ORF-Sendung Willkommen Österreich, bei der dieser Österreich aufgrund seiner gesellschaftlichen Einstellung Homosexuellen gegenüber als „verlogenes und verschissenes Land“ bezeichnet. Die Aussagen seien in dieser Heftigkeit nicht geplant gewesen, sagt Haider später in einem Interview mit dem Radiosender Ö3.[26]
- 15. Januar – Verleihung des Bayerischen Filmpreises 2009
- 17. Januar – Ute Brucker übernimmt die Nachfolge von Jörg Armbruster beim ARD-Magazin Weltspiegel.
- 18. Januar – ProSieben überträgt die 67. Golden-Globe-Verleihung.
- 22. Januar – 50. Jahrestag der Erstausstrahlung der HR-Fernsehserie Die Firma Hesselbach.
- 22. Januar – MTV, VIVA, ABC, CNN und mehrere andere US-Fernsehsender übertragen den Spendenmarathon Hope for Haiti Now an dem unter anderem George Clooney, Madonna, Leonardo DiCaprio, Beyoncé, Coldplay, Shakira, Sting, Wyclef Jean und Bruce Springsteen mitwirken.
- 30. Januar – In Berlin wird die Goldene Kamera verliehen. Preisträger sind unter anderem Richard Gere, David Garrett, Danny DeVito, Die Fantastischen Vier und Diane Kruger. Joachim Fuchsberger wird für sein Lebenswerk geehrt.
- 30. Januar – Auf ORF 2 ist die letzte Ausgabe der Magazinsendung Alpen-Donau-Adria zu sehen. Die Sendung war seit 1982 im Programm.[27]
- 1. Februar – ProSieben überträgt die 52. Grammy-Verleihung.
- 1. Februar – Andreas Bartl wird Nachfolger von Guido Bolten als Sat.1-Geschäftsführer.
- 12. Februar – ZDF HD nimmt anlässlich der Olympischen Winterspiele 2010 aus Vancouver seinen regelmäßigen Betrieb auf.
- 19. Februar – Die britische Fernsehserie EastEnders begeht ihren 25. Geburtstag.
- 8. März – ProSieben überträgt die 82. Oscar-Verleihung.
- 8. März – Der Bezahlsender Sky Deutschland zeigt die 8. Staffel der Fernsehserie 24 in deutscher Erstausstrahlung.[28]
- 25. März – Unter dem Titel Am rechten Rand ist in der ORF-Reportagenreihe Am Schauplatz eine Milieustudie über einen österreichischen Skinhead zu sehen. Die Produktion ist bereits im Vorfeld umstritten, weil FPÖ-Chef Heinz-Christian Strache dem zuständigen Redakteur vorwirft, während der Dreharbeiten bei einer Wahlkampfveranstaltung der FPÖ in Wiener Neustadt angeblich Provokateure mit Sieg Heil-Rufen eingesetzt zu haben. Außerdem sieht sich Strache durch die (seiner Meinung nach manipulierte) Reportage in die Nähe von Rechtsextremen gerückt.[29]
- 1. April – Peter Frey wird Chefredakteur des ZDF.
- 9. April – Unter dem Titel Aghet – Ein Völkermord zeigt das Erste anlässlich des 95. Jahrestages einen aufwändig gestalteten Dokumentarfilm über den Völkermord an den Armeniern im Osmanischen Reich. Der Film baut auf Originalaussagen von Zeitzeugen wie diplomatischen Personal, Ärzten, Krankenschwestern und Entwicklungshelfern meist neutraler Staaten wie Dänemark oder Schweden auf, welche von prominenten Schauspielern wie Martina Gedeck oder Sylvester Groth dargestellt werden.[30]
- 11. April – Der US-amerikanische Pay-TV-Sender HBO beginnt mit der Ausstrahlung der Serie Treme. Nach dem gleichnamigen Viertel in New Orleans benannt, beschäftigt sich Treme mit der Situation seiner Bewohner drei Monate nach den Zerstörungen von Hurrikan Katrina.
- 13. April – Auf ORF 1 ist der erste Teil des zweiteiligen Fernsehfilms Aufschneider mit Josef Hader in der Titelrolle als zynischer Pathologe „Dr. Fuhrmann“ zu sehen. Der Film der nach dem Buch und unter der Regie von David Schalko entstand, sollte ursprünglich als sechsteilige Miniserie zu sehen sein.
- 15. April – Zum ersten Mal in der Geschichte Großbritanniens finden vor Unterhauswahlen Live-Konfrontationen der Spitzenkandidaten der drei stärksten Parteien im Fernsehen statt. Die Kandidaten von Labour, Gordon Brown, der Konservativen, David Cameron und der Liberaldemokraten, Nick Clegg stellen sich an drei Terminen (15. April, 22. April und 29. April) zu bestimmten Themen (Inneres, Außenpolitik und Wirtschaft) den Fragen eines Moderators, da die genau festgelegten Regeln direkte Gespräche der Kandidaten untereinander ausschließen. Bisher hatten die jeweiligen Premierminister solche Debatten abgelehnt.[31]
- 6. Mai – Nach umfangreichen Vorberichten durch ein Boulevardblatt strahlt ORF 1 eine umstrittene Satire der (voraufgezeichneten) Sendung Dorfers Donnerstalk über die Serie kirchlicher Missbrauchsfälle bei der Oralverkehr angedeutet wird, nur in stark zensurierter Form aus.[32]
- 29. Mai – Deutschland gewinnt zum ersten Mal seit 28 Jahren mit dem von der Sängerin Lena vorgetragenen Titel Satellite den Eurovision Song Contest.
- 10. Juni – Die aus Österreich stammende Alisar Ailabouni gewinnt die fünfte Staffel der Castingshow Germany’s Next Topmodel.
- 29. Juni – Larry King gibt bekannt, dass er seine tägliche Talkshow Larry King Live „irgendwann im Herbst“ nach 25 Jahren Laufzeit beenden werde.[33]
- 25. Juli – Der ORF überträgt erstmals live die Premiere einer Jedermann-Aufführung von den Salzburger Festspielen.
- 11. September – TW1 beginnt mit einer Wiederholung aller drei Staffeln der Talkshow-Satire Phettbergs Nette Leit Show (1995–1996). Gleichzeitig nimmt der Sender wöchentliche Wiederholungen von Ausgaben des Lifestyle-Magazins Jolly Joker (1980–1995) und der Kochsendung Bitte zu Tisch (1976–1989) ins Programm auf.
- 14. September – Puls 4 beginnt mit der österreichischen Erstausstrahlung der Sitcom 30 Rock.
- 19. September – HBO beginnt mit der Ausstrahlung der ersten Folge von Boardwalk Empire. In einer der Hauptrollen der Serie, die sich mit dem Aufstieg von organisierten Gangsterbanden während der Prohibition der 1920er Jahre in Atlantic City beschäftigt, ist Steve Buscemi zu sehen.
- 26. September – Der US-Sender FOX beginnt mit der Ausstrahlung der 22. Staffel der Simpsons. Titel der ersten Folge: „Elementary School Musical“.
- 10. Oktober – Das ZDF zeigt die erste Ausgabe der Quizshow Rette die Million!, moderiert von Jörg Pilawa.
- 13. Oktober – Die Rettung der beim Grubenunglück von San José in der chilenischen Atacamawüste eingeschlossenen Bergleute wird weltweit live im Fernsehen übertragen. Die Inszenierung des Medienereignisses, bei der Präsident Sebastián Piñera im Mittelpunkt steht, wird von der chilenischen Regierung kontrolliert, ausländische Presse- und Kamerateams werden ausgeschlossen.[34]
- 15. Oktober – Der Durchstich des Gotthard-Basistunnels, des ab diesem Zeitpunkt mit 57 Kilometern längsten Eisenbahntunnels der Erde, wird live im Fernsehen übertragen.[35]
- 16. Oktober – Elton moderiert erstmals die Spielshow für Kinder 1, 2 oder 3.
- 29. November – Die Erstausstrahlung der ARD-Krimireihe Tatort jährt sich zum vierzigsten Mal.
- 1. Dezember – Im Ersten ist Neue Vahr Süd, die für das Fernsehen produzierte Verfilmung des gleichnamigen, 2004 erschienenen Romans von Sven Regener zu sehen, der zweite Teil der 2001 begonnenen Herr-Lehmann-Trilogie. In der Rolle des Frank Lehmann ist  Frederick Lau zu sehen.[36]
- 4. Dezember – Wegen eines Unfalls des Wettkandidaten Samuel Koch wird die Sendung Wetten, dass..? zum ersten Mal in ihrer Geschichte vorzeitig abgebrochen. Nach einer kurzen Stellungnahme von Thomas Gottschalk, bei der er die Sendung für beendet erklärt, zeigen ZDF, ORF 1 und SF 1 Ersatzprogramme.[37][38]
- 8. Dezember – Die Erstausstrahlung der ARD-Fernsehserie Lindenstraße jährt sich zum fünfundzwanzigsten Mal.
- 16. Dezember – Larry Kings tägliche Talkshow Larry King Live läuft nach 25 Jahren Laufzeit zum letzten Mal.[39]
- 31. Dezember – Die ARD strahlt die 20.000. Ausgabe der Nachrichtensendung Tagesschau aus.[40]

## Gestorben

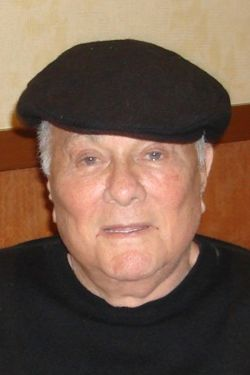
2010: Tony Curtis stirbt 85-jährig

- 1. Januar – Jean Carroll, US-amerikanische Komikerin und Schauspielerin stirbt 98-jährig.
- 4. Januar – Sandro de América, argentinischer Sänger und Schauspieler stirbt 64-jährig.
- 14. Januar – Petra Schürmann, deutsche Schauspielerin und Fernsehmoderatorin stirbt 76-jährig in Starnberg.
- 24. Januar – Pernell Roberts, US-amerikanischer Schauspieler stirbt 81-jährig in Malibu, Kalifornien.
- 26. Januar – Götz Kauffmann, österreichischer Schauspieler stirbt 61-jährig in Wien.
- 14. März – Peter Graves, US-amerikanischer Schauspieler stirbt 83-jährig in Pacific Palisades, Kalifornien.
- 17. März – Charlie Gillet, britischer Musikjournalist und Hörfunkmoderator stirbt 68-jährig.
- 1. April – John Forsythe, US-amerikanischer Schauspieler (Blake Carrington in Der Denver-Clan, 1981–1989) stirbt 92-jährig in Kalifornien.
- 10. April – Dixie Carter, US-amerikanische Schauspielerin stirbt 70-jährig in Houston, Texas.
- 30. April – Gerry Ryan, irischer Radio- und Fernsehmoderator stirbt 53-jährig in Dublin.
- 24. Mai – Anneliese Rothenberger, deutsche Opernsängerin und Fernsehmoderatorin (Anneliese Rothenberger gibt sich die Ehre) stirbt 85-jährig in Münsterlingen, Schweiz.
- 28. Mai – Gary Coleman, US-amerikanischer Schauspieler stirbt 42-jährig in Utah.
- 29. Mai – Dennis Hopper, US-amerikanischer Regisseur stirbt nur kurze Zeit nach seinem 74. Geburtstag in Venice, Kalifornien.
- 3. Juni – Rue McClanahan, US-amerikanische Schauspielerin (Golden Girls, 1985–1992) stirbt 76-jährig in New York.
- 15. Juni – Heidi Kabel, deutsche Volksschauspielerin, vor allem durch die zahlreichen Fernsehübertragungen aus dem Hamburger  Ohnsorg-Theater bekannt, stirbt 95-jährig in ihrer Heimatstadt Hamburg.
- 17. Juni – Hans Dichand, österreichischer Journalist, (Neu-)Gründer und Herausgeber der Kronen Zeitung, stirbt 89-jährig in Wien. Dichand prägte als Herausgeber der mit Abstand größten Tageszeitung Österreichs nicht nur den Zeitungsmarkt, sondern genoss auch außerordentlichen politischen Einfluss in seinem Heimatland.
- 7. August – Bruno Cremer, französischer Schauspieler (bekannt in der Rolle des Kommissars Maigret) stirbt 80-jährig in Paris.
- 21. August – Günter Schmidt, österreichischer Fernsehjournalist (langjähriger Brüssel-Korrespondent des ORF) stirbt 68-jährig in Wien.
- 23. August – Lothar Loewe, deutscher Fernsehjournalist (ARD-Korrespondent aus Washington, Moskau und Ost-Berlin) stirbt 81-jährig in Berlin.
- 24. August – Jenny Pippal, österreichische Fernsehansagerin stirbt 63-jährig in Wien.
- 27. August – Ueli Beck, schweizerischer Radiomacher (Autoradio Schweiz) stirbt 79-jährig.
- 11. September – Harold Gould, US-amerikanischer Film- und Fernsehschauspieler stirbt 86-jährig in Los Angeles. Gould war in zahlreichen bekannten Kinoproduktionen der 1970er Jahre wie Der Clou zu sehen und wurde einem jüngeren Fernsehpublikum in der Rolle des Miles Webber in der Serie Golden Girls (1985–1992) bekannt.
- 18. September – Franz Zodl, österreichischer Spitzenkoch, Pionier des Kochfernsehens und Schauspieler stirbt während eines Auftritts im Wiener Gloriatheater 66-jährig. Dem österreichischen Fernsehpublikum wurde Zodl unter anderen durch zahlreiche Auftritte in der langjährigen Reihe Seniorenclub bekannt.[41]
- 20. September – Ferry Bauer, österreichischer Regisseur, Schauspieler und langjähriger Leiter der Literatur- und Hörspielabteilung im ORF-Landesstudio Oberösterreich stirbt 94-jährig in Linz.
- 29. September – Tony Curtis, US-amerikanischer Schauspieler (Die 2, 1970–1971) stirbt 85-jährig in Nevada.
- 29. September – Joe Mantell, US-amerikanischer Schauspieler stirbt 94-jährig in Los Angeles.
- 30. September – Stephen J. Cannell, US-amerikanischer Fernsehproduzent, Drehbuchautor (Das A-Team, Trio mit vier Fäusten) und Schauspieler stirbt 69-jährig in Pasadena.
- 5. Oktober – Hanno Brühl, deutscher Fernsehregisseur stirbt 73-jährig in Köln.
- 27. Oktober – Denise Borino-Quinn, US-amerikanische Schauspielerin und Seriendarstellerin (Die Sopranos) stirbt 46-jährig in Morristown, New Jersey.
- 20. November –  Heinz Weiss, deutscher Schauspieler (Clemens Forell in So weit die Füße tragen und Traumschiff-Kapitän Hans Hansen, 1983–1999) stirbt 89-jährig in Grünwald, Bayern.
- 28. November – Leslie Nielsen, kanadischer Schauspieler, stirbt 84-jährig in Regina, Saskatchewan.
- 10. Dezember – Rüdiger Proske, deutscher Fernsehjournalist stirbt 93-jährig in Hamburg.
- 20. Dezember – Wolfgang Kudrnofsky, österreichischer Fernsehjournalist und Buchautor stirbt 83-jährig in Wien.
- 31. Dezember – Heinz Schimmelpfennig, deutscher Schauspieler, Regisseur und Hörspielsprecher, u. a. bekannt als Tatort-Kommissar Franz Gerber, stirbt 91-jährig in Gernsbach.